# Chiruromys forbesi
Chiruromys forbesi é uma espécie de roedor da família Muridae.
Apenas pode ser encontrada no seguinte país: Papua-Nova Guiné.